# Acraea cepheana
Acraea cepheana är en fjärilsart som beskrevs av Embrik Strand 1914. Acraea cepheana ingår i släktet Acraea och familjen praktfjärilar. Inga underarter finns listade i Catalogue of Life.